# Guivat Shmuel
Guivat Shmuel (en hebreo: גבעת שמואל) es una ciudad situada en el distrito central de Israel. Se encuentra en la parte este del área metropolitana de Gush Dan y limita con Ramat Gan y Bnei Brak al oeste, con Kiryat Ono al sur y con Petah Tikva al este y al norte. En 2016 tenía una población de 25 544 habitantes. En 2022, la población de Givat Shmuel ascendía a 28 994 personas, lo que suponía una tasa de crecimiento del 2,1%. Con la construcción de nuevos barrios se prevé que crezca hasta las 40 000 personas. La población es mixta, con presencia tanto de religiosos como de seculares.

## Historia
Guivat Shmuel debe su nombre al líder sionista rumano Samuel Pineles (1843 - 1928), fundador y presidente del Congreso Sionista en Focşani y vicepresidente del Primer Congreso Sionista que tuvo lugar en Basilea.
El 5 de noviembre de 2007, el ministro del Interior israelí aceptó una recomendación del comité para conceder a Guivat Shmuel el estatus de ciudad.

## Demografía
En Givat Shmuel vive la mayor comunidad de inmigrantes solitarios de habla inglesa de todo Israel, con aproximadamente 950 estudiantes, jóvenes profesionales, así como parejas de recién casados y familias jóvenes. También tiene la tasa más alta de "aliá exitosa", es decir, de emigrantes que permanecen en Israel después de cinco años en el país. Desde 2013, la organización no gubernamental Nefesh B'Nefesh ha organizado diversos eventos y actividades, y trabaja con las autoridades locales para ampliar la programación. La comunidad local creó una infraestructura para las actividades de las personas de habla inglesa de la región.

### Educación
En 2013, el 81.5% de los estudiantes de educación secundaria en Guivat Shmuel completaron sus exámenes. Adyacente al borde sudoeste de Guivat Shmuel, se encuentra el campus de la Universidad Bar Ilán. Aunque técnicamente se encuentra en Ramat Gan, el campus se ha expandido en los últimos años, y ahora separa el sur de Guivat Shmuel del resto de la ciudad.

### Ocio
Fue establecido un centro de ocio y deportes en un área de aproximadamente de 32 dunams, en el noreste de Guivat Shmuel, que incorpora pistas de tenis, gimnasio, piscinas, una pista de patinaje, una cafetería y otros servicios, junto con un parque acuático que cubre un área de alrededor de 5 dunams.